# Tour de Luxemburgo 2016
La 76.ª edición de la competición ciclista Tour de Luxemburgo (nombre oficial Skoda-Tour de Luxemburgo) se celebró en Luxemburgo entre el 1 y el 5 de junio de 2016 sobre un recorrido de 691,9 kilómetros.
La prueba perteneció al UCI Europe Tour 2016 dentro de la categoría 2.HC (máxima categoría de estos circuitos).
La carrera fue ganada por el corredor neerlandés Maurits Lammertink del equipo Roompot Oranje Peloton, en segundo lugar Philippe Gilbert (BMC Racing Team) y en tercer lugar Alex Kirsch (Stölting Service Group).

## Equipos participantes
Tomaron parte en la carrera 15 equipos: 5 de categoría UCI ProTeam invitados por la organización; 7 de categoría Profesional Continental; 3 de categoría Continental. Formando así un pelotón de 114 ciclistas, de entre 5 (Tinkoff) y 8 corerdores por equipo, de los que acabaron 88. Los equipos participantes fueron:
| Equipo                      | Cód. UCI | Categoría               |
| --------------------------- | -------- | ----------------------- |
| Stölting Service Group      | SSG      | Profesional Continental |
| Roompot Oranje Peloton      | ROP      | Profesional Continental |
| Topsport Vlaanderen-Baloise | TSV      | Profesional Continental |
| BMC Racing Team             | BMC      | UCI ProTeam             |
| IAM Cycling                 | IAM      | UCI ProTeam             |
| Lotto Soudal                | LTS      | UCI ProTeam             |
| Orica GreenEDGE             | OGE      | UCI ProTeam             |
| Tinkoff                     | TNK      | UCI ProTeam             |
| Cofidis, Solutions Crédits  | COF      | Profesional Continental |
| Fortuneo-Vital Concept      | FVC      | Profesional Continental |
| Wanty-Groupe Gobert         | WGG      | Profesional Continental |
| Wallonie-Bruxelles          | WBC      | Continental             |
| Leopard Pro Cycling         | LPC      | Continental             |
| Team Differdange-Losch      | CCD      | Continental             |
| ONE Pro Cycling             | ONE      | Profesional Continental |

## Etapas
El Tour de Luxemburgo dispuso de 5 etapas para un recorrido total de 691,9 kilómetros.
| Etapa     | Fecha    | Recorrido                | type            | Distancia (km) | Ganador             | Líder               |
| --------- | -------- | ------------------------ | --------------- | -------------- | ------------------- | ------------------- |
| Prólogo   | 1 de jun | Luxemburgo – Luxemburgo  | prólogo         | 2,9            | Jean-Pierre Drucker | Jean-Pierre Drucker |
| 1.ª etapa | 2 de jun | Luxemburgo – Hesperange  | etapa llana     | 170,6          | André Greipel       | Jean-Pierre Drucker |
| 2.ª etapa | 3 de jun | Rouspert – Schifflange   | etapa escarpada | 162,8          | Philippe Gilbert    | Maurits Lammertink  |
| 3.ª etapa | 4 de jun | Eschweiler – Differdange | etapa escarpada | 177,4          | Anthony Turgis      | Maurits Lammertink  |
| 4.ª etapa | 5 de jun | Mersch – Luxemburgo      | etapa escarpada | 178,2          | Philippe Gilbert    | Maurits Lammertink  |

## Clasificaciones finales
- Las clasificaciones finalizaron de la siguiente forma:[5]

### Clasificación general
| Posición | Ciclista                | Equipo                      | Tiempo           |
| -------- | ----------------------- | --------------------------- | ---------------- |
|          | Maurits Lammertink      | Roompot Oranje Peloton      | 16 h 28 min 21 s |
| 2.º      | Philippe Gilbert        | BMC Racing                  | a 9 s            |
| 3.º      | Alex Kirsch             | Stölting Service Group      | a 19 s           |
| 4.º      | Anthony Turgis          | Cofidis, Solutions Crédits  | a 22 s           |
| 5.º      | Christopher Juul-Jensen | Orica GreenEDGE             | a 24 s           |
| 6.º      | Pieter Vanspeybrouck    | Topsport Vlaanderen-Baloise | a 28 s           |
| 7.º      | Marco Marcato           | Wanty-Groupe Gobert         | a 32 s           |
| 8.º      | Huub Duyn               | Roompot Oranje Peloton      | a 37 s           |
| 9.º      | Gaëtan Bille            | Wanty-Groupe Gobert         | a 48 s           |
| 10.º     | Nicolas Edet            | Cofidis, Solutions Crédits  | a 52 s           |

### Clasificación de la montaña
| Posición | Ciclista          | Equipo                 | Puntos |
| -------- | ----------------- | ---------------------- | ------ |
|          | Brice Feillu      | Fortuneo-Vital Concept | 19     |
| 2.º      | Thomas Deruette   | Wallonie-Bruxelles     | 16     |
| 3.º      | Etienne Van Empel | Roompot Oranje Peloton | 12     |

### Clasificación por puntos
| Posición | Ciclista           | Equipo                     | Puntos |
| -------- | ------------------ | -------------------------- | ------ |
|          | Philippe Gilbert   | BMC Racing                 | 45     |
| 2.º      | Maurits Lammertink | Roompot Oranje Peloton     | 32     |
| 3.º      | Anthony Turgis     | Cofidis, Solutions Crédits | 21     |

### Clasificación de los jóvenes
| Posición | Ciclista           | Equipo                     | Tiempo           |
| -------- | ------------------ | -------------------------- | ---------------- |
|          | Maurits Lammertink | Roompot Oranje Peloton     | 16 h 28 min 21 s |
| 2.º      | Alex Kirsch        | Stölting Service Group     | a 19 s           |
| 3.º      | Anthony Turgis     | Cofidis, Solutions Crédits | a 22 s           |

### Clasificación por equipos
| Posición | Equipo                     | Tiempo           |
| -------- | -------------------------- | ---------------- |
|          | Cofidis, Solutions Crédits | 49 h 27 min 12 s |
| 2.º      | Lotto Soudal               | a 35 s           |
| 3.º      | BMC Racing                 | a 1 min 23 s     |

## Evolución de las clasificaciones
| Etapa (Vencedor)              | Clasificación general | Clasificación de la montaña | Clasificación por puntos | Clasificación de los jóvenes | Clasificación por equipos  |
| ----------------------------- | --------------------- | --------------------------- | ------------------------ | ---------------------------- | -------------------------- |
| Prólogo (Jean-Pierre Drucker) | Jean-Pierre Drucker   | No se entregó               | No se entregó            | Maurits Lammertink           | BMC Racing Team            |
| 1.ª etapa (André Greipel)     | Jean-Pierre Drucker   | Thomas Deruette             | André Greipel            | Maurits Lammertink           | BMC Racing Team            |
| 2.ª etapa (Philippe Gilbert)  | Maurits Lammertink    | Thomas Deruette             | Philippe Gilbert         | Maurits Lammertink           | Orica GreenEDGE            |
| 3.ª etapa (Anthony Turgis)    | Maurits Lammertink    | Brice Feillu                | Philippe Gilbert         | Maurits Lammertink           | Cofidis, Solutions Crédits |
| 4.ª etapa (Philippe Gilbert)  | Maurits Lammertink    | Brice Feillu                | Philippe Gilbert         | Maurits Lammertink           | Cofidis, Solutions Crédits |
| Final                         | Maurits Lammertink    | Brice Feillu                | Philippe Gilbert         | Maurits Lammertink           | Cofidis, Solutions Crédits |

## UCI Europe Tour
El Tour de Luxemburgo otorgó puntos para el UCI Europe Tour 2016 para corredores de equipos en las categorías UCI ProTeam, Profesional Continental y Equipos Continentales. La siguiente tabla corresponde al baremo de puntuación:
| Posición   | 1.º | 2.º | 3.º | 4.º | 5.º | 6.º | 7.º | 8.º | 9.º | 10.º | 11.º | 12.º | 13.º | 14.º | 15.º | 16.º-30.º | 31.º-40.º |
| Puntuación | 200 | 150 | 125 | 100 | 85  | 70  | 60  | 50  | 40  | 35   | 30   | 25   | 20   | 15   | 10   | 5         | 3         |

| Posición | Ciclista                | Equipo                      | Puntos |
| -------- | ----------------------- | --------------------------- | ------ |
| 1.º      | Maurits Lammertink      | Roompot Oranje Peloton      | 200    |
| 2.º      | Philippe Gilbert        | BMC Racing                  | 150    |
| 3.º      | Alex Kirsch             | Stölting Service Group      | 125    |
| 4.º      | Anthony Turgis          | Cofidis, Solutions Crédits  | 100    |
| 5.º      | Christopher Juul-Jensen | Orica GreenEDGE             | 85     |
| 6.º      | Pieter Vanspeybrouck    | Topsport Vlaanderen-Baloise | 70     |
| 7.º      | Marco Marcato           | Wanty-Groupe Gobert         | 60     |
| 8.º      | Huub Duyn               | Roompot Oranje Peloton      | 50     |
| 9.º      | Gaëtan Bille            | Wanty-Groupe Gobert         | 40     |
| 10.º     | Nicolas Edet            | Cofidis, Solutions Crédits  | 35     |

Además, también otorgó puntos para el UCI World Ranking (clasificación global de todas las carreras internacionales).
| Posición              | 1º  | 2º  | 3º  | 4º  | 5º | 6º | 7º | 8º | 9º | 10º |
| Clasificación general | 200 | 150 | 125 | 100 | 85 | 70 | 60 | 50 | 40 | 35  |
| Por etapa             | 20  | 10  | 5   |     |    |    |    |    |    |     |
| Líder                 | 5   |     |     |     |    |    |    |    |    |     |

| Posición | Ciclista                | Equipo                      | General | Etapa | Líder | Total |
| -------- | ----------------------- | --------------------------- | ------- | ----- | ----- | ----- |
| 1.º      | Maurits Lammertink      | Roompot Oranje Peloton      | 200     | 30    | 10    | 240   |
| 2.º      | Philippe Gilbert        | BMC Racing                  | 150     | 40    | -     | 190   |
| 3.º      | Alex Kirsch             | Stölting Service Group      | 125     | 5     | -     | 130   |
| 4.º      | Anthony Turgis          | Cofidis, Solutions Crédits  | 100     | 20    | -     | 120   |
| 5.º      | Christopher Juul-Jensen | Orica GreenEDGE             | 85      | 10    | -     | 95    |
| 6.º      | Pieter Vanspeybrouck    | Topsport Vlaanderen-Baloise | 70      | -     | -     | 70    |
| 7.º      | Marco Marcato           | Wanty-Groupe Gobert         | 60      | -     | -     | 60    |
| 8.º      | Huub Duyn               | Roompot Oranje Peloton      | 50      | -     | -     | 50    |
| 9.º      | Gaëtan Bille            | Wanty-Groupe Gobert         | 40      | -     | -     | 40    |
| 10.º     | Nicolas Edet            | Cofidis, Solutions Crédits  | 35      | -     | -     | 35    |